# Поклуша-де-Баркеу
Поклуша-де-Баркеу (рум. Poclușa de Barcău) — село у повіті Біхор в Румунії. Входить до складу комуни Кішлаз.
Село розташоване на відстані 435 км на північний захід від Бухареста, 29 км на північний схід від Ораді, 118 км на північний захід від Клуж-Напоки.

## Населення
За даними перепису населення 2002 року у селі проживали 398 осіб.
Національний склад населення села:
| Національність | Кількість осіб | Відсоток |
| -------------- | -------------- | -------- |
| угорці         | 265            | 66,6%    |
| румуни         | 91             | 22,9%    |
| цигани         | 42             | 10,6%    |

Рідною мовою назвали:
| Мова      | Кількість осіб | Відсоток |
| --------- | -------------- | -------- |
| угорська  | 265            | 66,6%    |
| румунська | 120            | 30,2%    |
| циганська | 13             | 3,3%     |